# Théah
Théah er en fiktiv verden skabt i rollespillet 7th Sea og samlekortspillet af samme navn. Den er baseret på en alternativ version af Europa i Nyere tid. Der tages udgangspunkt i forskellige nationers storhedstid, hvilket giver mulighed for meget realistiske rollespilsoplevelser. 

## Nationer
Følgene nationer eksisterer i Théah: 
- England (Avalon)
- Skandinavien (Vendel)
- Holland (Vesten)
- Frangrig (Montaigne)
- Spanien (Castille)
- Tyskland (Eisen)
- Rusland (Ussura)
- Italien (Vodacca)
- Kina (Cathay)
- En sammenslutning af forskellige mellemøsteninspirerede lande (Crescent)

Hele denne verden er beskrevet meget detaljeret i D&D3.0 regelbogen Swashbuckling Adventueres.